# NGC 3191
NGC 3191（又名NGC 3192）是一个位于大熊座的棒旋星系，距离地球4亿光年，直径11.5万光年。NGC 3191与其西边1.3弧分的星系形成交互作用星系，两星系间形成蓝色的潮汐桥。研究人员在NGC 3191中发现了超新星SN 1988B和SN 2017egm。SN 1988B出现在星系中心偏北10角秒处。SN 2017egm在2017年5月23日由盖亚任务发现，是一颗Ia型超新星。